# Ignacije Bulimbašić
Ignacije Bulimbašić (Split, 31. srpnja 1886. – Split, 19. prosinca 1976.), hrvatski zrakoplovac.
Bio je pilot akrobat. Pilotski ispit položio je u Parizu kod Louisa Blériota. Prvi je u nas izveo petlju (looping). U nekoliko hrvatskih gradova 1914. priređivao je aeromitinge. Nakon Lindberghova leta preko Atlantika 1927. pokušao je prikupiti novac za kupnju aviona za let Novi Sad – New York, ali u tome nije uspio.

## Vanjske poveznice
- Ignacije Bulimbašić Hrvatska tehnička enciklopedija, portal hrvatske tehničke baštine. LZMK